# Niederlausitzer Landrücken Naturpark
Niederlausitzer Landrücken Naturpark er en af de elleve naturparker i Brandenburg, med et areal på 580 km². Parken ligger vest for Spreewald i Niederlausitz. Mod øst grænser den nogenlunde op af en linje mellem byerne Luckau og Calau, mod nord af Dahme- floden, mod vest strækker den sig til lige før byen Dahme og mod syd til Sonnewalde lige før Finsterwalde.
Højdedraget Niederlausitzer Landrücken blev dannet i slutningen af den næstsidste istid, Saale-istiden som et typisk randmorænelandskab. Den nordvestlige Baruth urstromtal (gletscherdal) skar den såkaldte lusatiske grænsemur ind i højdedraget som et iøjnefaldende geologisk tegn, der i Brandenburg-sammenhæng skråner stejlt ned til gletscherdalen og danner et rigt kildeområde. Mod nordvest fortsætter den nedre lusatiske højderyg, afbrudt af Dahme-dalen, ind i Nedre Fläming.
Et område i naturparken har sin helt egen karakter, - som et omfattende "månelandskab" med enorme åbne miner - en arv fra den tidligere kulminedrift, som blev stoppet omkring 1980. De åbne minelandskaber ligger midt i parken og fylder næsten 7.400 hektar af det samlede areal.
I modsætning til de golde sandområder og kløfter i midten af naturparken, er der rundt omkring grønne enge, marker, fiskedamme, et slavisk slotskompleks, historiske landsbycentre og herregårde; - Vandmøller og landlige parker i et dejligt kulturlandskab.Mod nord dominerer landbruget med omfattende landbrugsarealer, mens der mod syd er et stort, lukket skovområde: Rochauer Heide, som sammen med andre nu sjældne dyr er hjemsted for perleugle, der er valgt til naturparkens logo.
Månelandskabet i den tidligere åbne kulmine, som ved første øjekast kan virke frastødende, har også en særlig betydning for naturbeskyttelsen, hvilket først bliver tydeligt ved andet øjekast. Nogle områder var uberørt af mennesker i mere end to årtier, hvilket skabte unikke biotoper. I takt med at grundvandet stiger og til dels på grund af vandtilførsel fra floden Spree, dannes der omfattende sumpområder og søer, for eksempel den kommende 700 hektar store Schlendorfer See. Ved slutningen af naturgenopretningen vil vandet dække et samlet areal på omkring 1.400 hektar. Minesøerne er allerede blandt de største samlings- og rastepladser for traner i Tyskland.
De helt naturlige vandlandskaber og successionsområder, såsom det cirka 50 hektar store klitlandskab ved Schlendorfer See, frembringer en verden af dyr og planter, som ikke kunne udvikle sig i noget andet miljø i Tyskland: specialister som wienertigerbillen, sandschrecke, sandøretvist og gravehvepsen Bembix rostrata, blåvinget ørkengræshoppe og klokkefrø erobrer trods den sparsomme vegetation nye levesteder; Lille præstekrave, stenpikker, viber, forskellige ænder er alle hjemmehørende, ligesom den den størstekoloni af hættemåger i Brandenburg findes her. Sielmanns Wanninchen Naturlandskab som er en del af Heinz Sielmann Fonden har siden 2000 erhvervet et over 3.200 hektar stort område fra de tidligere åbne miner, for permanent at bevare sjældne planter og dyr. I Gehren-bjergene (kommunen Heideblick) findes en 20 kubikmeter stor kæmpesten fra istiden, den største kampesten i det sydlige Brandenburg. I nærheden af Zinnitz fører en natursti til omkring 350 klippestykker af forskellige sammensætninger, der blev bragt til overfladen ved minedrift som en arv fra istiden.
I 2003 var der omkring 50 kilometer cykelruter gennem de tidligere mineområder, som forbavsende hurtigt bliver grønne med lav, mos, buske og kæmpe padderok.

## Andre seværdigheder
- Fürstlich Drehna, historisk bymidte, voldgrav med landskabspark i Lenné
- Zinnitz Slot og Park, sjældent eksempel på Schinkel-stilen i regionen
- Luckau, Perlen i Nedre Lausitz med middelalderlige bymure, gotisk St. Nicholas Kirke; City of the State Horticultural Show 2000
- Calauer Schweiz, et naturreservat med næsten "alpint" terræn efter Brandenburg-standarder og udsigtstårnet Luckaitztaler Ziegelturm
- Crinitz keramik landsby
- Slavisk borgmur nær Freesdorf
- Udkigstårn ved Borcheltsbusch – kranvæddeløb
- Altdöbern Slot, et af de vigtigste saksiske rokoko-slotte
- Höllberghof fra Nature Park Support Association, et sted, hvor landlige skikke opretholdes